# Atlanta Dream
Las Atlanta Dream (en español, Sueño de Atlanta) son un equipo profesional de baloncesto femenino de los Estados Unidos con sede en el área metropolitana de Atlanta, Georgia. Compiten en la Conferencia Este de la Women's National Basketball Association (WNBA) y disputan sus encuentros como locales en el Gateway Center Arena, ubicado en la ciudad georgiana de College Park.

## Historia
El equipo es propiedad de J. Ronald Terwilliger, un magnate de las inmobiliarias. El 27 de noviembre de 2007 el equipo nombró a Marynell Meadors como entrenadora, convirtiéndose en la primera de la historia de la franquicia. Meadors fue la primera entrenadora también de las ahora desaparecidas Charlotte Sting cuando el equipo se formó en 1997.
El 23 de enero de 2008 Atlanta anunció que el sobrenombe del equipo sería el de Dream (sueño), y los colores, el azul celeste, el blanco y el rojo. El 6 de febrero se celebró el draft de expansión, en el cual pudo elegir una jugadora de cada uno de los otros 13 equipos de la liga.